# Bataille pour le Crochet
Guerre de Corée
Batailles
Offensive nord-coréenne :

(juin 1950 - septembre 1950)
- Pokpung
- Chuncheon
- Séoul (1re)
- Busan (navale)
- Chumunjin
- Osan
- Pyeongtaek
- Cheonan
- Chochiwon
- Daejeon
- Sangju
- Yongdong
- Hwanggan
- Notch
- Périmètre de Busan

Contre-offensive de l'ONU :

(septembre 1950 - octobre 1950)
- Incheon
- Bombardement de Pyongyang
- Pyongyang

Intervention chinoise :

(octobre 1950 - avril 1951)
- Onjong
- Unsan
- Chongchon (Wawon)
- Réservoir de Chosin
- Évacuation de Hŭngnam
- Séoul (3e)
- Twin-Tunnels
- Jipyeong-ri
- Imjin
- Kapyong

Impasse :

(août 1951 - juillet 1953)
- Crèvecœur
- Fleuve Han
- Opération Commando
- Maryang San
- Suncheon
- Barrage de Sui-Ho
- Triangle Hill
- le Crochet
- Fleuve Samichon
- Armistice de Panmunjeom

Post armistice :
- Raid sur la Maison Bleue
- Attaque de l'EC-121
- Incident du peuplier
- Infiltration de Gangneung
- Guerre du crabe

Durant la guerre de Corée, des troupes des Nations unies furent engagées dans un combat féroce contre les Chinois, qui tentaient de gagner du terrain près de Kaesong avant un possible cessez-le-feu. Le but était de les empêcher d'avoir plus d'atouts dans leur manche lors des négociations.
L'une de ces actions fut ce que l'on a appelé bataille pour le Crochet (The Hook en anglais), une arête en forme de croissant qui avait une certaine importance tactique dans le secteur des troupes du Commonwealth : c'était un point d'attaque potentiel pour l'Armée populaire de libération chinoise s'ils voulaient prendre d'assaut Yong Dong.

## Les combats
En 1953, le 1er bataillon du régiment du duc de Wellington (Les Dukes) fut envoyé de ses positions à Yong Dong afin de relever les Black Watch, qui avaient défendu le Crochet du 10 au 28 mai. Durant cette période, les Black Watch avaient eu 12 soldats tués, 73 blessés et 20 soldats portés disparus. Les Dukes avaient à peine pris place quand les Chinois attaquèrent. Sous le feu d'une préparation d'artillerie et d'un barrage de mortiers, les Dukes eurent 58 pertes.
Les Chinois chargèrent les positions avancées des Britanniques dès que le bombardement cessa. Les Dukes étaient dépassés et se battaient à 1 contre 5. Le combat qui s'ensuivit fut sanglant et assez comparable aux batailles que durent livrer les Dukes durant la Première Guerre mondiale. Une pluie d'obus tombait maintenant sur le Crochet, à la fois depuis les positions chinoises et celles des Nations unies. Les Chinois lancèrent une seconde attaque mais furent repoussés par de violents tirs des forces de la 1st Commonwealth Division. D'autres attaques furent lancées ce même jour, mais toutes furent repoussées au cours de violents combats. Les chars Centurion du Royal Tank Regiment jouèrent un rôle significatif dans l'échec des attaques chinoises.
À peine minuit passé, le 29 mai, les Chinois lancèrent un nouvel assaut mais furent une fois de plus repoussés. Les Dukes commencèrent à avancer leurs lignes de tranchées afin de déloger les Chinois qui restaient dans les tranchées avancées. À 3h30, le Crochet était sécurisé par les Dukes.

## Bilan des pertes
Les pertes chinoises comptaient 250 morts, plus de 800 blessés. Les Dukes avaient perdu :
- morts : 3 officiers et 17 hommes de troupe,
- blessés : 2 officiers et 84 hommes de troupe,
- disparus : 20.

De plus, 50 pertes furent enregistrées par des attaques d'artillerie de mortier entre le 10 et le 28 mai. Pour leur action, le régiment du duc de Wellington reçu le Battle Honour « Le Crochet 1953 ». Par la suite, la compagnie du quartier général du bataillon fut renommée « compagnie du Crochet ».